# Amelia (cràter)
Amelia és un cràter d'impacte en el planeta Venus de 3,3 km de diàmetre. Porta el nom d'un antropònim llatí, i el seu nom va ser aprovat per la Unió Astronòmica Internacional el 2009.